# Torre da Globo
Antena HDTV da emissora vista da Avenida Paulista.
A Torre da Globo Digital é uma torre de televisão da TV Globo São Paulo. Localiza-se na Alameda Santos, 700 - 17° andar, no distrito de Bela Vista da capital de São Paulo, no alto do edifício da Trianon Corporate. Possui 119 metros (total de 224 metros) e foi inaugurada em 02 de dezembro de 2007. Foi idealizada, desenhada e projetada pelo arquiteto italiano Gian Carlo Gasperini. Apresenta uma iluminação colorida característica das cores da Globo, e o responsável por sua iluminação é o grande mago de televisão, Hans Donner. Em um papel branco limpo, o formato da torre parecido com as outras, chamou a atenção do mago, fazendo com que ele começasse um estudo para o efeito de luz ideal e a qual se assimilasse mais com as outras. É uma torre que se destaca na Alameda Santos, devido à sua bela iluminação e ao seu desenho inspirado nas outras torres.
A torre também abrigou o sistema reserva de transmissão do canal 5 VHF da Globo, que foi desativado em 29 de março de 2017, com o desligamento do sinal analógico de TV em São Paulo. O canal 19 UHF, analógico, também foi transmitido pela Torre da Globo, com a programação do canal pago Globo News. Assinaturas eram comercializadas em condomínios. Mas, foi desligado no dia 1º de agosto de 2016, por renúncia do Grupo Globo.
A partir de 5 de dezembro de 2019, a CBN São Paulo passou a ser transmitida a partir de sua nova torre, no saguão da Paulista, na Alameda Santos, 700 no bairro da Bela Vista (distrito de São Paulo). A CBN São Paulo é emissora geradora, própria e cabeça-de-rede da Rede CBN, do Sistema Globo de Rádio.

## Transmissões

### Televisão
| Canal          | Descrição          | Transmissão   |
| -------------- | ------------------ | ------------- |
| 18 UHF digital | TV Globo São Paulo | 2007–presente |

### Rádio
| Canal    | Descrição     | Transmissão   |
| -------- | ------------- | ------------- |
| 90.5 MHz | CBN São Paulo | 2019–presente |